# Conus teramachi
Conus teramachi é uma espécie de gastrópode do gênero Conus, pertencente a família Conidae.